# Teuvo Hakkarainen
Teuvo Hakkarainen, né le 12 avril 1960 à Viitasaari, est un homme politique finlandais membre de l'Alliance pour la liberté (VL).
Il est député européen de 2019 à 2024.

## Condamnation pour agression sexuelle
En décembre 2017, Hakkarainen agresse la parlementaire Veera Ruoho. L'agression se déroule dans le café du parlement : Hakkarainen, sous l'emprise de l'alcool, l'attrape par le cou et la force à l'embrasser,. Il est condamné pour agression et harcèlement sexuel à 5 440 euros d'amende.